# L'Écologie Les Verts
l'Écologie Les Verts (svenska: De gröna) är ett franskt miljöparti. Det finns även andra gröna partier med namnet Les Verts.

## Historik
Den gröna rörelsen deltog i Frankrikes politiska liv redan på 1970-talet. Vid presidentvalen 1974 ställde René Dumont upp symboliskt som en grön kandidat. Vid alla följande val har den ekologiska rörelsen deltagit: vid kommunvalen 1977, parlamentsvalen 1978, Europavalet 1979 och presidentvalet 1981.
Les Verts bildades 1984 genom sammanslagning av Parti écologiste (som tidigare hetat Mouvement d'écologie politique eller MEP) och Confédération écologiste, som bildats 1982. Vid presidentvalet 1988 fick Antoine Waechter som kandidat för Les Verts 3,8 procent av rösterna. Vid Europaparlamentsvalet 2004 vann partiet sex platser i parlamentet och 8,4 procent av rösterna. 

## Valresultat

### Valen till Nationalförsamlingen
(andel av rösterna)
- 1978: 2,17 %
- 1981: 1,08 %
- 1986: 1,21 %
- 1988: 0,35 %
- 1993: 4,08 %
- 1997: 6,83 %
- 2002: 4,51 %
- 2007: 3,25 %

### Presidentvalen
Vid valet 2007 fick partiets kandidat, Dominique Voynet, 1,57 procent av rösterna.

### Val till Europaparlamentet
Vid valen 2009 fick les Verts 15% av rösterna